# Herpetogramma piasusalis
Herpetogramma piasusalis là một loài bướm đêm trong họ Crambidae.